# The Wonder Years
The Wonder Years ist eine im Jahre 2005 gegründete Pop-Punk-Band aus Philadelphia, Pennsylvania.

## Geschichte
Die Band wurde 2005 von Dan Campbell, Matt Brasch und Nick Steinborn in Lansdale, Pennsylvania gegründet. Sie ging aus der aufgelösten Gruppe The Premier hervor. Der Bandname lehnt sich an die TV-Serie Wunderbare Jahre an. Zunächst veröffentlichten The Wonder Years zwei Split-Singles mit Emergency and I und Bangarang!. Ende 2007 erschien ihr erstes Album Get Stoked On It! bei dem Indie-Label No Sleep Records. Dort kamen auch die folgende EP Won't Be Pathetic Forever (2008) und die Split-EP Distances (2009) mit der britischen Pop-Punk-Band All or Nothing heraus. Zu dieser Zeit verließ Keyboarder und Sänger Mikey Kelly die Band. Im Januar 2010 brachten The Wonder Years bei No Sleep Records das zweite Album der Band, The Upsides, heraus und gelangten damit erstmals in die Billboard Charts. Dadurch konnten sie bei dem bedeutenderen Label Hopeless Records unterschreiben, wo The Upsides erneut mit vier Bonustracks erschien. Für den kurzzeitig ausscheidenden Schlagzeuger Kennedy kam Nick Steinborn in die Band, der später stattdessen an Gitarre und Keyboard wechselte. Mit dem US-amerikanischen Produzenten Steve Evetts nahmen The Wonder Years 2011 ihr drittes Studioalbum Suburbia I've Given You All and Now I'm Nothing auf, sowie 2013 das vierte, The Greatest Generation. The Greatest Generation stieg auf Platz 20 der Billboard 200 und war damit der bisher größte Charterfolg der Band.
Im Sommer 2013 begleiteten The Wonder Years die Post-Hardcore-Band Silverstein auf deren Supporttour für ihr neues Album This Is How The Wind Shifts durch Kanada. Anschließend traten The Wonder Years auf der Warped Tour 2013 auf.

## Musikalische und lyrische Entwicklung
Zu Beginn ihrer Karriere – auf Get Stoked on It! und The Upsides – spielten The Wonder Years eine moderne Form des Pop-Punk, wie er in den Vereinigten Staaten Ende der 2000er und Anfang der 2010er Jahre einen bedeutenden Popularitätsschub erfuhr. Get Stoked on It! beinhaltet dabei vereinzelt Anleihen aus härteren Genres, gleichzeitig distanziert sich die Band jedoch scharf von diesem Album ("[This] record is a trainwreck!") und ignoriert es bei Live-Auftritten. Die Verwurzelung in der modernen Pop-Punk-Szene wird besonders im Song All My Friends Are In Bar Bands deutlich, auf dem zahlreiche Sänger anderer bekannter Bands der Szene die Coda des Songs singen. Demgegenüber zeichnet sich Suburbia I've Given You All and Now I'm Nothing durch eine deutlich rauere Produktion aus. Spätestens mit The Greatest Generation hat sich der Stil der Band zunehmend vom Pop-Punk hin zum Alternative- und Indie-Rock entfernt.
Was The Wonder Years von anderen Bands ihres Genres abhebt, ist der Fokus auf die Texte von Sänger Dan Campbell. Alle Alben seit The Upsides sind Konzeptalben, was für das Genre Pop-Punk unüblich ist. Die Alben von The Upsides bis The Greatest Generation bilden eine Trilogie, in welcher Campbell das Erwachsenwerden von Anfang bis Mitte 20 verarbeitet. Ein solches Thema, zusammen mit Unsicherheiten, persönlichen Konflikten und Liebesbeziehungen, ist zwar typisch für das Genre Pop-Punk, Campbells Texte weisen aber eine auffällig detaillierte autobiografische Nähe auf. Dies äußert sich vornehmlich in einer hohen Intertextualität zwischen den drei Alben. Details, die in Songs geschildert werden, werden auf späteren Alben aufgegriffen und fortgeführt. Auch textliche Leitmotive spielen eine große Rolle (etwa der Satz "I'm not sad anymore!", der in vielen Songs auf The Upsides verwendet wird). Suburbia I've Given You All and Now I'm Nothing ist zudem auffällig, dass es zu weiten Teilen auf dem Gedicht America von Allen Ginsberg basiert; selbst der Albumtitel ist die Variation einer Zeile von Ginsberg.
No Closer to Heaven und Sister Cities sind demgegenüber losere Konzeptalben. Ersteres befasst sich übergreifend mit dem Verlust eines nahestehenden Menschen und etwaigen Schuldgefühlen, letzteres über verbindende Eigenschaften zwischen Menschen über Kontinente, Sprachen und Kulturen hinweg und ist maßgeblich von den internationalen Touren der Band beeinflusst.
The Hum Goes on Forever thematisiert Campbells Schwierigkeiten kurz vor und während der COVID-19-Pandemie gleich zweimal Vater geworden zu sein.

## Diskografie

### Alben
| Jahr | Titel Musiklabel                                                 | Höchstplatzierung, Gesamtwochen, AuszeichnungChartplatzierungen (Jahr, Titel, Musiklabel, Platzierungen, Wochen, Auszeichnungen, Anmerkungen) | Höchstplatzierung, Gesamtwochen, AuszeichnungChartplatzierungen (Jahr, Titel, Musiklabel, Platzierungen, Wochen, Auszeichnungen, Anmerkungen) | Anmerkungen                             |
| Jahr | Titel Musiklabel                                                 | UK | US | Anmerkungen                             |
| ---- | ---------------------------------------------------------------- | --- | --- | --------------------------------------- |
| 2007 | Get Stoked on It! No Sleep Records                               | — | — | Erstveröffentlichung: 30. Oktober 2007  |
| 2010 | The Upsides No Sleep Records                                     | — | — | Erstveröffentlichung: 26. Januar 2010   |
| 2011 | Suburbia I've Given You All and Now I'm Nothing Hopeless Records | — | US73 (1 Wo.)US | Erstveröffentlichung: 14. Juni 2011     |
| 2013 | The Greatest Generation Hopeless Records                         | — | US20 (1 Wo.)US | Erstveröffentlichung: 14. Mai 2013      |
| 2015 | No Closer to Heaven Hopeless Records                             | UK46 (1 Wo.)UK | US12 (2 Wo.)US | Erstveröffentlichung: 4. September 2015 |
| 2018 | Sister Cities Hopeless Records                                   | UK70 (1 Wo.)UK | US18 (1 Wo.)US | Erstveröffentlichung: 6. April 2018     |
| 2022 | The Hum Goes on Forever Hopeless Records                         | — | — | Erstveröffentlichung:23. September 2022 |

### EPs
| Jahr | Titel Musiklabel                                | Höchstplatzierung, Gesamtwochen, AuszeichnungChartplatzierungen (Jahr, Titel, Musiklabel, Platzierungen, Wochen, Auszeichnungen, Anmerkungen) | Höchstplatzierung, Gesamtwochen, AuszeichnungChartplatzierungen (Jahr, Titel, Musiklabel, Platzierungen, Wochen, Auszeichnungen, Anmerkungen) | Anmerkungen                              |
| Jahr | Titel Musiklabel                                | UK | US | Anmerkungen                              |
| ---- | ----------------------------------------------- | --- | --- | ---------------------------------------- |
| 2017 | Burst & Decay (An Acoustic EP) Hopeless Records | — | US142 (1 Wo.)US | Erstveröffentlichung: 22. September 2017 |

weitere EPs
- 2005: Split mit Emergency and I
- 2006: Split mit Bangarang!
- 2007: Tour EP
- 2008: Won't Be Pathetic Forever
- 2009: Distances (Split mit All or Nothing)
- 2009: I Refuse to Sink: A Collection of Prior Recordings
- 2010: Under the Influence, Vol. 13 (Split mit Fallen from the Sky)
- 2010: The Wonder Years vs. Heroes for Hire
- 2012: Punk Is Dead. Get a Job. (Split mit Stay Ahead of the Weather)
- 2013: Manton Street